# Pedioplanis serodioi
Pedioplanis serodioi — вид ящірок родини ящіркових (Lacertidae). Мешкає в Анголі. Описаний у 2021 році.

## Поширення і екологія
P. serodioi поширені на південному заході Анголи, в провінціях Бенгела, Намібе, Уїла і Кунене, можливо, також на півночі Намібії.